# Kolos Kovalivka
Maillots
Actualités
Le Futbolny Klub Kolos Kovalivka (en ukrainien : Футбольний Клуб Колос Ковалівка), plus couramment abrégé en Kolos Kovalivka, est un club ukrainien de football fondé en 2012 et basé dans la ville de Kovalivka (en).

## Histoire
Fondé le 12 février 2012 dans le village de Kovalivka (en), le club évolue dans un premier temps à l'échelle amateur dans le championnat de l'oblast de Kiev, remportant la compétition trois fois de suite entre 2012 et 2014. Il rejoint par la suite la quatrième division en 2014, terminant deuxième du groupe 2 lors des deux premières phases mais échouant à se qualifier pour la finale du championnat remporté par le Rukh Vynnyky. Il remporte l'année suivante le groupe 2 avant de finir deuxième du groupe A pour la deuxième phase mais ne participe ensuite pas à la phase finale. Le Kolos obtient par la suite une licence professionnelle au mois de juin 2015 et rejoint la troisième division pour la saison 2015-2016.
Pour sa première saison professionnelle, l'équipe parvient à dominer le troisième échelon, assurant son titre de champion à deux journées de la fin à la faveur d'une victoire 3-2 contre son dauphin le Veres Rivne pour enchaîner une deuxième montée d'affilée vers la deuxième division. Les deux premières saisons du club au deuxième échelon le voit finir à chaque fois cinquième à une dizaine de points des places de promotion ou de barragiste. L'exercice 2018-2019 se conclut quant à lui sur une deuxième position derrière le SK Dnipro-1 qui lui permet de prendre part à un barrage de promotion face au Tchornomorets Odessa. Après avoir obtenu un match nul 0-0 à l'extérieur, le Kolos l'emporte 2-0 au match retour, obtenant notamment trois penaltys pour deux transformés, et remporte la confrontation, assurant sa promotion en première division pour la saison 2019-2020. Pour sa première saison dans l'élite, le club parvient à terminer sixième du championnat avant de sortir vainqueur des barrages de qualification pour la Ligue Europa 2020-2021, assurant ainsi sa participation à cette dernière compétition.

## Bilan sportif

### Palmarès
| Compétitions nationales                                                                                        |
| --- |
| - Championnat d'Ukraine D2 : - Vice-champion : 2018-19. - Championnat d'Ukraine D3 (1) : - Champion : 2015-16. |

### Bilan par saison
| Saison    | Championnat | Championnat | Championnat | Championnat | Championnat | Championnat | Championnat | Championnat | Championnat | Championnat | Coupe d'Ukraine     |
| Saison    | Division    | Pos         | Pts         | J           | V           | N           | D           | BP          | BC          | Diff        | Coupe d'Ukraine     |
| --------- | ----------- | ----------- | ----------- | ----------- | ----------- | ----------- | ----------- | ----------- | ----------- | ----------- | ------------------- |
| 2014      | 4e groupe 2 | 2e          | 25          | 13          | 7           | 4           | 2           | 21          | 9           | +12         | —                   |
| 2015      | 4e groupe A | 2e          | 34          | 16          | 11          | 1           | 4           | 43          | 8           | +35         | —                   |
| 2015-2016 | 3e          | 1er         | 60          | 26          | 19          | 3           | 4           | 62          | 22          | +40         | 32es de finale      |
| 2016-2017 | 2e          | 5e          | 57          | 34          | 16          | 9           | 9           | 52          | 38          | +14         | 32es de finale      |
| 2017-2018 | 2e          | 5e          | 61          | 34          | 19          | 4           | 11          | 39          | 30          | +9          | Seizièmes de finale |
| 2018-2019 | 2e          | 2e          | 54          | 28          | 15          | 9           | 4           | 45          | 18          | +27         | 32es de finale      |
| 2019-2020 | 1re         | 6e          | 32          | 32          | 10          | 2           | 20          | 33          | 59          | -26         | Huitièmes de finale |
| 2020-2021 | 1re         | 4e          | 41          | 26          | 10          | 11          | 5           | 36          | 26          | +10         | Quarts de finale    |
| 2021-2022 | 1re         | 8e          | 24          | 18          | 7           | 3           | 8           | 14          | 23          | -9          | Huitièmes de finale |
| 2022-2023 | 1re         | 8e          | 36          | 30          | 10          | 6           | 14          | 23          | 36          | -13         |                     |
| 2023-2024 | 1re         | 11e         | 32          | 30          | 7           | 11          | 12          | 22          | 31          | -9          | 1er tour            |

Légende
- Promu en division supérieure.
- Relégué en division inférieure.

### Bilan européen
Note : dans les résultats ci-dessous, le score du club est toujours donné en premier.
| Saison    | Compétition             | Tour             | Adversaire          | Domicile | Extérieur | Total             |
| --------- | ----------------------- | ---------------- | ------------------- | -------- | --------- | ----------------- |
| 2020-2021 | Ligue Europa            | Deuxième tour Q  | Aris Salonique      | N/A      | 2 - 1     | 2 - 1             |
| 2020-2021 | Ligue Europa            | Troisième tour Q | HNK Rijeka          | N/A      | 0 - 2 ap  | 0 - 2             |
| 2021-2022 | Ligue Europa Conférence | Troisième tour Q | Chakhtior Karagandy | 0 - 0    | 0 - 0 ap  | 0 - 0 (1 - 3 tab) |

Légende
- Victoire ou qualification pour le tour suivant
- Match nul
- Défaite ou élimination de la compétition

## Personnalités du club

### Présidents du club
- Andriy Zasoukha (2012 - )

### Entraîneurs du club
- Kostyantyn Sakharov (2012 - 2014)
- Ruslan Kostyshyne (2014 - 2021)
- Syarhey Kouznyatsov (2021)
- Yaroslav Vyshnyak (en) (2021 - )